# 초거리 공간
수학에서 초거리 공간(超距離空間, 영어: ultrametric space)은 삼각 부등식보다 더 강한 부등식을 만족시키는 거리 공간이다.

## 정의
집합 {\displaystyle M} 위의 초거리 함수(영어: ultrametric)는 다음 조건들을 만족시키는 함수
{\displaystyle d\colon M\times M\to \mathbb {R} _{\geq 0}}
이다.
- (대칭성) 모든 {\displaystyle x,y\in M}에 대하여, {\displaystyle d(x,y)=d(y,x)}
- 모든 {\displaystyle x,y\in M}에 대하여, {\displaystyle d(x,y)=0\iff x=y}
- (초거리 부등식 영어: ultrametric inequality) 모든 {\displaystyle x,y\in M}에 대하여, {\displaystyle d(x,z)\leq \max\{d(x,y),d(y,z)\}}

초거리 공간은 초거리 함수를 갖춘 집합이다.

## 성질

초거리 공간에서 가능한 삼각형

초거리 함수는 거리 함수이며, 따라서 초거리 공간은 거리 공간이다.
초거리 공간에서, 모든 삼각형은 이등변 삼각형이며, 밑변이 같은 두 변보다 더 길지 않다. 즉, 임의의 {\displaystyle x,y,z\in M}에 대하여, 다음 세 조건 가운데 항상 하나 이상이 성립한다.
- {\displaystyle d(x,y)=d(y,z)}
- {\displaystyle d(y,z)=d(z,x)}
- {\displaystyle d(z,x)=d(x,y)}

초거리 공간 {\displaystyle (M,d)}의 열린 공에 대하여, 다음이 성립한다.
- 열린 공 속의 모든 점은 공의 중심이다. 즉, 만약 {\displaystyle d(x,y)<r}라면 {\displaystyle B(x,r)=B(y,r)}이다.
- 서로 교차하는 두 열린 공의 경우, 하나가 다른 하나의 부분 집합이다. 즉, {\displaystyle B(x,r)\cap B(y,s)\neq \varnothing }이라면 {\displaystyle B(x,r)\subseteq B(y,s)}이거나 {\displaystyle B(y,s)\subseteq B(x,r)}이다.
- 열린 공과 닫힌 공은 모두 열린닫힌집합이다.

## 예
집합 {\displaystyle S} 위의 이산 거리 공간은 초거리 공간이다.
p진수의 공간은 p진 노름을 부여하면 완비 초거리 공간을 이룬다.

## 참고 문헌
- Kaplansky, I. (1977). 《Set Theory and Metric Spaces》. AMS Chelsea Publishing. ISBN 0-8218-2694-8.
- Holly, Jan E. (2001년 10월). “Pictures of ultrametric Spaces, the p-adic numbers, and valued fields” (PDF). 《The American Mathematical Monthly》 (영어) 108 (8): 721–728. doi:10.2307/2695615. JSTOR 2695615.